# Puchar UEFA (1982/1983)
Puchar UEFA 1982/1983 (ang. 1982–1983 UEFA Cup) – 12. edycja międzynarodowego klubowego turnieju piłki nożnej Puchar UEFA, zorganizowana przez Unię Europejskich Związków Piłkarskich w terminie 15 września 1982 – 18 maja 1983. W rozgrywkach zwyciężyła drużyna RSC Anderlecht.

## 1/32 finału
| RSC Anderlecht – Koparit 3:0 i 3:1 1 15.09 1982 1:0 Vercauteren 4, 2:0 van den Bergh 36k, 3:0 Brylle-Larsen 66 2 29.09 1982 1:0 van den Bergh 17, 2:0 Coeck 25, 2:1 Jukka Turunen 58, 3:1 Czerniatynski 63                                                         |
| FC Utrecht – FC Porto 0:1 i 0:2 1 15.09 1982 0:1 Souza 30 (mecz w Groningen) 2 30.09 1982 0:1 Costa 8, 0:2 Gomes 34 (mecz w Lizbonie) |
| Grazer AK – Corvinul Hunedoara 1:1 i 0:3 1 15.09 1982 0:1 Gabor 15, 1:1 Schwicker 52 2 29.09 1982 0:1 Andone 42, 0:2 Klein 63, 0:3 Dumitrache 84 |
| Sławia Sofia – FK Sarajevo 2:2 i 2:4 1 15.09 1982 1:0 Radkow 17, 1:1 Pašić 22, 1:2 Pašić 83, 2:2 Radkow 89 2 29.09 1982 0:1 Musemić 10, 0:2 Musemić 29, 1:2 Weliczkow 41, 2:2 Weliczkow 44, 2:3 Musemić 88, 2:4 Sušić 90                                           |
| Spartak Moskwa – Arsenal F.C. 3:2 i 5:2 1 15.09 1982 0:1 Robson 15, 0:2 Chapman 28, 1:2 Szwecow 37, 2:2 Gawriłow 69k, 3:2 Gawriłow 88 2 29.09 1982 1:0 Szwecow 27, 2:0 Rodionow 56, 3:0 Czerenkow 66, 4:0 Szawło 71, 4:1 McDermott 74, 4:2 Gess 77, 5:2 Chapman 89 |
| HFC Haarlem – KAA Gent 2:1 i 3:3 1 15.09 1982 1:0 Kleton 37, 2:0 Haar 76, 2:1 Tokodie 80k 2 29.09 1982 1:0 Bockling 2, 1:1 Koudijzer 22, 1:2 Schapendonk 29, 1:3 Koudijzer 58, 2:3 Kleton 67, 3:3 Keur 88                                                          |
| Glentoran F.C. – Baník Ostrawa 1:3 i 0:1 1 15.09 1982 0:1 Šreiner 7, 1:1 Bowers 63, 1:2 Danek 72, 1:3 Antalik 79 2 29.09 1982 0:1 Valek 47 |
| Manchester United – Valencia CF 0:0 i 1:2 1 15.09 1982 2 29.09 1982 1:0 B. Robson 44, 1:1 Solsona 71k, 1:2 Roberto 73 |
| Dundee United – PSV Eindhoven 1:1 i 2:0 1 15.09 1982 1:0 Dodds 36, 1:1 W. van der Kerkhof 65 2 29.09 1982 1:0 Kirkwood 5, 2:0 Hegarty 29 |
| Viking FK – Lokomotive Lipsk 1:0 i 2:3 1 15.09 1982 1:0 Refvik 50 2 29.09 1982 0:1 Liebers 57, 0:2 Kühn 62, 1:2 Brekke 68, 2:2 Refvik 82, 2:3 Zötzsche 87k |
| Lyngby BK – IK Brage 1:2 i 2:2 1 15.09 1982 0:1 Gyllenvag 10, 1:1 Klaus Jensen 73, 1:2 Lars Sörensen 87s 2 29.09 1982 1:0 Sörensen 37k, 1:1 Larsson 48s, 2:1 Schäffer 69s, 2:2 R. Nilsson 89                                                                       |
| Vorwärts Frankfurt – Werder Brema 1:3 i 2:0 1 15.09 1982 0:1 Meier 33, 0:2 Reinders 55, 0:3 Völler 62, 1:3 Krautzig 90 2 29.09 1982 1:0 Conrad 70, 2:0 Andrich 84                                                                                                  |
| Progrès Niedercorn – Servette FC 0:1 i 0:3 1 08.09 1982 0:1 Brigger 60 2 29.09 1982 0:1 Brigger 58, 0:2 Decastel 87, 0:3 Seramondi 89 |
| Śląsk Wrocław – Dinamo Moskwa 2:2 i 1:0 1 15.09 1982 1:0 Sybis 1, 2:0 Socha 17, 2:1 Mentiukow 35, 2:2 Dżawadow 50 2 29.09 1982 1:0 Tarasiewicz 17 |
| AS Saint-Étienne – Tatabányai Bányász SC 4:1 i 0:0 1 15.09 1982 1:0 Rep 6, 1:1 Weinter 24, 2:1 Daniel 72, 3:1 Roussey 85, 4:1 Genghmi 89 2 29.09 1982 |
| Bohemians Praga – Admira Wacker Wiedeń 5:0 i 2:1 1 15.09 1982 1:0 Cermak 18, 2:0 Prilozny 27, 3:0 Prilozny 32, 4:0 V. Hruska 68, 5:0 Prilozny 89 2 28.09 1982 1:0 Zelenky 14, 1:1 Binder 28, 2:1 Sloup 69                                                          |
| CS Universitatea Craiova – AC Fiorentina 3:1 i 0:1 1 15.09 1982 0:1 Daniel Bertoni 37, 1:1 Ungureanu 55, 2:1 Cirtu 72, 3:1 Balaci 87 2 29.09 1982 0:1 Antognoni 11k                                                                                                |
| Knattspyrnufélagið Fram – Shamrock Rovers 0:3 i 0:4 1 15.09 1982 0:1 Murphy 30, 0:2 Campbell 43, 0:3 Gaynor 89 2 30.09 1982 0:1 O’Corroll 16, 0:2 Buckley 54, 0:3 Beglin 72, 0:3 Gaynor 77                                                                         |
| Zurrieq FC – Hajduk Split 1:4 i 0:4 1 15.09 1982 0:1 Pešić 3, 0:2 Adamović 14, 0:3 Gudelj 41, 0:4 Farrugia 46, 1:4 Deronimov 61 2 29.09 1982 0:1 Jerolimov 23, 0:2 Jerolimov 67, 0:3 Cukrov 70, 0:4 Cukrov 79                                                      |
| FC Carl Zeiss Jena – Girondins Bordeaux 3:1 i 0:5 1 15.09 1982 1:0 Schnuphase 8, 2:0 Schnuphase 62, 2:1 Giresse 73, 3:1 Pöpler 78 2 29.09 1982 0:1 Dieter Müller 6, 0:2 Dieter Müller 13, 0:3 Giresse 35, 0:4 Dieter Müller 73, 0:5 Giresse 73                     |
| Sevilla FC – Lewski Spartak Sofia 3:1 i 3:0 1 15.09 1982 0:1 Spasow 31, 1:1 Santi 34k, 2:1 Montero 64, 3:1 Magdaleno 74 2 28.09 1982 1:0 Magdaleno 16, 2:0 Santi 25, 3:0 Júan Carlos 70                                                                            |
| PAOK FC – FC Sochaux-Montbéliard 1:0 i 1:2 (dog) 1 15.09 1982 1:0 Dimopoulos 80 2 29.09 1982 0:1 Anziani 90k, 1:1 Dimopoulos 94, 1:2 Anziani 98 |
| Dinamo Tbilisi – SSC Napoli 2:1 i 0:1 1 15.09 1982 1:0 Kisaniszwili 5, 1:1 Diaz 20, 2:1 Szengelija 31 2 29.09 1982 0:1 Dal Fiume 58 |
| 1. FC Kaiserslautern – Trabzonspor 3:0 i 3:0 1 15.09 1982 1:0 Torbjörn Nilsson 20, 2:0 Briegel 71, 3:0 Briegel 73 2 29.09 1982 1:0 Eilenfeldt 3, 2:0 Briegel 42, 3:0 Briegel 73 (mecz w Ankarze)                                                                   |
| AS Roma – Ipswich Town 3:0 i 1:3 1 15.09 1982 1:0 Osman 3s, 2:0 Pruzzo 36, 3:0 Pruzzo 69 2 29.09 1982 0:1 Gates 42, 0:2 Vierchowod 54s, 1:2 Aldo Maldera 64, 1:3 Butcher 71                                                                                        |
| Southampton F.C. – IFK Norrköping 2:2 i 0:0 1 15.09 1982 0:1 S. Pettersson 48, 1:1 Williams 62, 1:2 S. Pettersson 83, 2:2 Wright 88 2 29.09 1982 |
| Borussia Dortmund – Rangers 0:0 i 0:2 1 15.09 1982 2 29.09 1982 0:1 Cooper 44, 0:2 Johnstone 83 |
| AEK Ateny – 1. FC Köln 0:1 i 0:5 1 29.09 1982 0:1 Klaus Allofs 58 2 06.10 1982 0:1 Fischer 9, 0:2 Slijvo 15, 0:3 Engels 21, 0:4 Fischer 24, 0:5 Slijvo 61 |
| Pezoporikos Larnaka – FC Zürich 2:2 i 0:1 1 15.09 1982 1:0 Theophanous 24, 2:0 Vernon 35, 2:1 Seiler 40, 2:2 Jerković 50 2 29.09 1982 0:1 Lüdi 68 |
| Ferencvárosi TC – Athletic Bilbao 2:1 i 1:1 1 15.09 1982 1:0 Szabadi 16, 2:0 Poloskei 33, 2:1 Sola 60 2 29.09 1982 0:1 Dani 15k, 1:1 Szokolai 37 |
| Stal Mielec – KSC Lokeren 1:1 i 0:0 1 15.09 1982 0:1 van der Gijp 69, 1:1 Buda 86 2 28.09 1982 |
| SL Benfica – Real Betis 2:1 i 2:1 1 15.09 1982 1:0 Nene 44k, 2:0 Padinha 73, 2:1 Biosca 76 2 29.09 1982 0:1 Rincón 25, 1:1 Carlos Manuel 67, 2:1 Nene 83 |

## 1/16 finału
| RSC Anderlecht – FC Porto 4:0 i 2:3 1 20.10 1982 1:0 Lozano 6k, 2:0 Lozano 15, 3:0 Czerniatynski 36, 4:0 Olsen 79 2 03.11 1982 1:0 Coeck 17, 2:0 van den Bergh 41, 2:1 Costa 65, 2:2 Walsh 70, 2:3 Walsh 79                                              |
| Corvinul Hunedoara – FK Sarajevo 4:4 i 0:4 1 20.10 1982 0:1 Hadžilagić 8, 0:2 Lukić 17, 1:2 Dumitrache 37, 2:2 Andone 42, 3:2 Pectu 44, 4:2 Mateut 55, 4:3 Pašić 80, 4:3 Lukić 84 2 03.11 1982 0:1 Musemić 33, 0:2 Jozić 60, 0:3 Sušić 69, 0:4 Pašić 78  |
| Spartak Moskwa – HFC Haarlem 2:0 i 3:1 1 20.10 1982 1:0 Gess 17, 2:0 Szwecow 90 2 03.11 1982 0:1 Huyg 25, 1:1 Szwecow 34, 2:1 Szawło 55, 3:1 Gawriłow 87                                                                                                 |
| Valencia CF – Baník Ostrawa 1:0 i 0:0 1 20.10 1982 1:0 Welzl 43 2 03.11 1982 |
| Viking FK – Dundee United 1:3 i 0:0 1 20.10 1982 0:1 Milne 73, 1:1 Henriksen 76, 1:2 Milne 80k, 1:3 Sturrock 87 2 03.11 1982 |
| Werder Brema – IK Brage 2:0 i 6:2 1 20.10 1982 1:0 Meier 45, 2:0 Okudera 63 2 03.11 1982 1:0 Völler 12, 2:0 Meier 20, 3:0 Gruber 22, 4:0 Völler 57, 5:0 Völler 61, 5:1 Wälhstrom 71, 6:1 Meier 87, 6:2 Arnberg 89                                        |
| Śląsk Wrocław – Servette FC 0:2 i 1:5 1 21.10 1982 0:1 Decastel 68, 0:2 Favre 79 2 04.11 1982 0:1 Favre 27k, 1:1 Prusik 29, 1:2 Decastel 35, 1:3 Brigger 37, 1:4 Favre 47, 1:5 Decastel 77 mecz rewanżowy przesunięto o jeden dzień z powodu silnej mgły |
| AS Saint-Étienne – Bohemians Praga 0:0 i 0:4 1 20.10 1982 2 03.11 1982 0:1 Nemec 28, 0:2 Prilozny 59, 0:3 Prokes 61, 0:4Mičinec 78 |
| Shamrock Rovers – CS Universitatea Craiova 0:2 i 0:3 1 21.10 1982 0:1 Irimescu 3, 0:2 Balaci 58 2 03.11 1982 0:1 Campbell 30s, 0:2 Cirtu 54, 0:3 Cirtu 69                                                                                                |
| Hajduk Split – Girondins Bordeaux 4:1 i 0:4 1 20.10 1982 0:1 Bracci 6, 1:1 Bogdanović 38, 2:1 Jerolimov 47, 3:1 Salev 59k, 4:1 Cukrov 86 2 03.11 1982 0:1 Giresse 32, 0:2 Dohr 23, 0:3 Thouvenel 54, 0:4 Giresse 78                                      |
| PAOK FC – Sevilla FC 2:0 i 0:4 1 20.10 1982 1:0 Dimopoulos 50, 2:0 Kostikos 60 2 03.11 1982 0:1 Santi 18, 0:2 Magdaleno 39, 0:3 Magdaleno 57, 0:4 Pintinho 89                                                                                            |
| SSC Napoli – 1. FC Kaiserslautern 1:2 i 0:2 1 20.10 1982 0:1 T. Nilsson 72, 1:1 Diaz 79, 1:2 Thomas Allofs 89 2 03.11 1982 0:1 T. Nilsson 70, 0:2 Briegel 82                                                                                             |
| AS Roma – IFK Norrköping 1:0 i 0:1 (dog), karne 4:2 1 20.10 1982 1:0 Pruzzo 52k 2 03.11 1982 0:1 Bergman 59 |
| Rangers – 1. FC Köln 2:1 i 0:5 1 20.10 1982 1:0 Johnstone 10, 1:1 Klaus Allofs 60, 2:1 McClelland 85 2 03.11 1982 0:1 Littbarski 7k, 0:2 Engels 11, 0:3 Fischer 19, 0:4 Engels 21k, 0:5 K. Allofs 52                                                     |
| Ferencvárosi TC – FC Zürich 1:1 i 0:1 1 20.10 1982 0:1 Seller 20, 1:1 Szokolai 56 2 03.11 1982 0:1 Seller 56 |
| SL Benfica – KSC Lokeren 2:0 i 2:1 1 20.10 1982 1:0 Nene 20, 2:0 Minervino Pietra 66 2 03.11 1982 0:1 van der Gijp 7, 1:1 Filipović 57, 2:1 Filipović 64                                                                                                 |

## 1/8 finału
| RSC Anderlecht – FK Sarajevo 6:1 i 0:1 1 24.11 1982 1:0 Lozano 5, 2:0 Lozano 25, 3:0 van den Bergh 32, 4:0 van den Bergh 38, 4:1 Sušić 40, 5:1 Vercauteren 63, 6:1 Ferhatović 61s 2 08.12 1982 0:1 Musemić 40 |
| Spartak Moskwa – Valencia CF 0:0 i 0:2 1 24.11 1982 2 08.12 1982 0:1 Solsona 31, 0:2 Moreno 84 |
| Dundee United – Werder Brema 2:1 i 1:1 1 24.11 1982 1:0 Milne 15, 1:1 Meier 65, 2:1 Narey 84 2 08.12 1982 1:0 Hegarty 3, 1:1 Völler 49                                                                        |
| Servette FC – Bohemians Praga 2:2 i 1:2 1 24.11 1982 0:1 Sloup 23, 1:1 Schnyder 54, 1:2 Chaloupka 71, 2:2 Elia 80 2 08.12 1982 1:0 Decastel 17, 1:1 Čermak 41, 1:2 Prilozny 88k                               |
| Girondins Bordeaux – CS Universitatea Craiova 1:0 i 0:2 (dog) 1 24.11 1982 1:0 Giresse 50 2 08.12 1982 0:1 Ticleanu 38, 0:2 Geolgau 101                                                                       |
| Sevilla FC – 1. FC Kaiserslautern 1:0 i 0:4 1 24.11 1982 1:0 Francisco Alfaro 56 2 08.12 1982 0:1 T. Nilsson 10, 0:2 Geye 19, 0:3 Brehme 44, 0:4 Eilenfeldt 63                                                |
| 1. FC Köln – AS Roma 1:0 i 0:2 1 24.11 1982 1:0 K. Allofs 41 2 08.12 1982 0:1 lorio 55, 0:2 Falcão 88 |
| FC Zürich – SL Benfica 1:1 i 0:4 1 24.11 1982 1:0 W. Rufer 79, 1:1 Filipovic 86 2 08.12 1982 0:1 Filipović 13, 0:2 Diamantino 50, 0:3 Nene 60, 0:4 Nene 86k                                                   |

## 1/4 finału
| Valencia CF – RSC Anderlecht 1:2 i 1:3 1 02.03 1983 0:1 Vercauteren 3, 1:1 Solsona 43, 1:2 Coeck 55 2 16.03 1983 0:1 Brylle-Larsen 35, 1:1 Ribes 50, 1:2 Brylle-Larsen 61, 1:3 de Groote 39 |
| Bohemians Praga – Dundee United 1:0 i 0:0 1 02.03 1983 1:0 Chaloupka 11 2 16.03 1983 |
| 1. FC Kaiserslautern – CS Universitatea Craiova 3:2 i 0:1 1 02.03 1983 1:0 Brehme 25, 2:0 Irimescu 40s, 3:0 Brehme 52, 3:1 Geolgau 53, 3:2 Crisan 72 2 16.03 1983 0:1 Negnia 82             |
| AS Roma – SL Benfica 1:2 i 1:1 1 02.03 1983 0:1 Filipović 40, 0:2 Filipović 59, 1:2 Di Bartolomei 66k 2 16.03 1983 0:1 Filipović 19, 1:1 Falcão 85                                          |

## 1/2 finału
| Bohemians Praga – RSC Anderlecht 0:1 i 1:3 1 06.04 1983 0:1 van den Bergh 30 2 20.04 1983 0:1 van den Bergh 38k, 0:2 Brylle-Larsen 41, 1:2 Jakubec 54, 1:3 Czerniatynski 89 |
| SL Benfica – CS Universitatea Craiova 0:0 i 1:1 1 06.04 1983 2 20.04 1983 0:1 Balaci 17, 1:1 Filipović 54                                                                   |

## Finał
| RSC Anderlecht – SL Benfica 1:0 i 1:1 |
| 4 maja 1983 Bruksela Stadion Heysel (58 000) RSC Anderlecht Bruksela – SL Benfica 1:0 (1:0) Sędzia: Bogdan Doczew (Bułgaria) Bramki: 1:0 Kenneth Brylle 30 Żółte kartki: Wim Hofkens / Minervino Pietra Czerwone kartki: – / José Luis 75 Royal Sporting Club Anderlecht (trener Paul van Himst): Jacques Munaron – Wim Hofkens, Luka Peruzović, Morten Olsen, Michel de Groote – Per Friman, Juan Lozano, Ludo Coeck, Franky Vercauteren (kapitan) – Kenneth Brylle, Erwin Vandenbergh (79 Alex Czerniatynski) Sport Lisboa e Benfica (trener Sven-Göran Eriksson): Manuel Bento – Minervino Pietra, Humberto Coelho (kapitan), Álvaro Magalhães, Frederico Rosa (79 António Bastos Lopes) – Carlos Manuel, José Luis, Shéu – Fernando Chalana, Diamantino Miranda, Zoran Filipović (68 Tamagnini Nené) |
| 18 maja 1983 Lizbona Estádio da Luz (80 000) SL Benfica – RSC Anderlecht Bruksela 1:1 (1:1) Sędzia: Charles G. R. Corver (Holandia) Bramki: 1:0 Shéu 32, 1:1 Juan Lozano 39 Sport Lisboa e Benfica (trener Sven-Göran Eriksson): Manuel Bento – Minervino Pietra, Humberto Coelho (kapitan), António Bastos Lopes, António Veloso – Carlos Manuel, Shéu (50 Zoran Filipović), Glenn Strömberg, Fernando Chalana – Tamagnini Nené, Diamantino Miranda (61 Alvez) Royal Sporting Club Anderlecht (trener Paul van Himst): Jacques Munaron – Walter De Greef, Morten Olsen, Luka Peruzović, Michel de Groote – Hugo Broos, Ludo Coeck, Per Friman, Franky Vercauteren (kapitan) – Erwin Vandenbergh (78 Kenneth Brylle), Juan Lozano                                                                        |